# 克羅納赫河 (白美因河支流)
50°02′42″N 11°36′29″E / 50.0451257°N 11.6079488°E

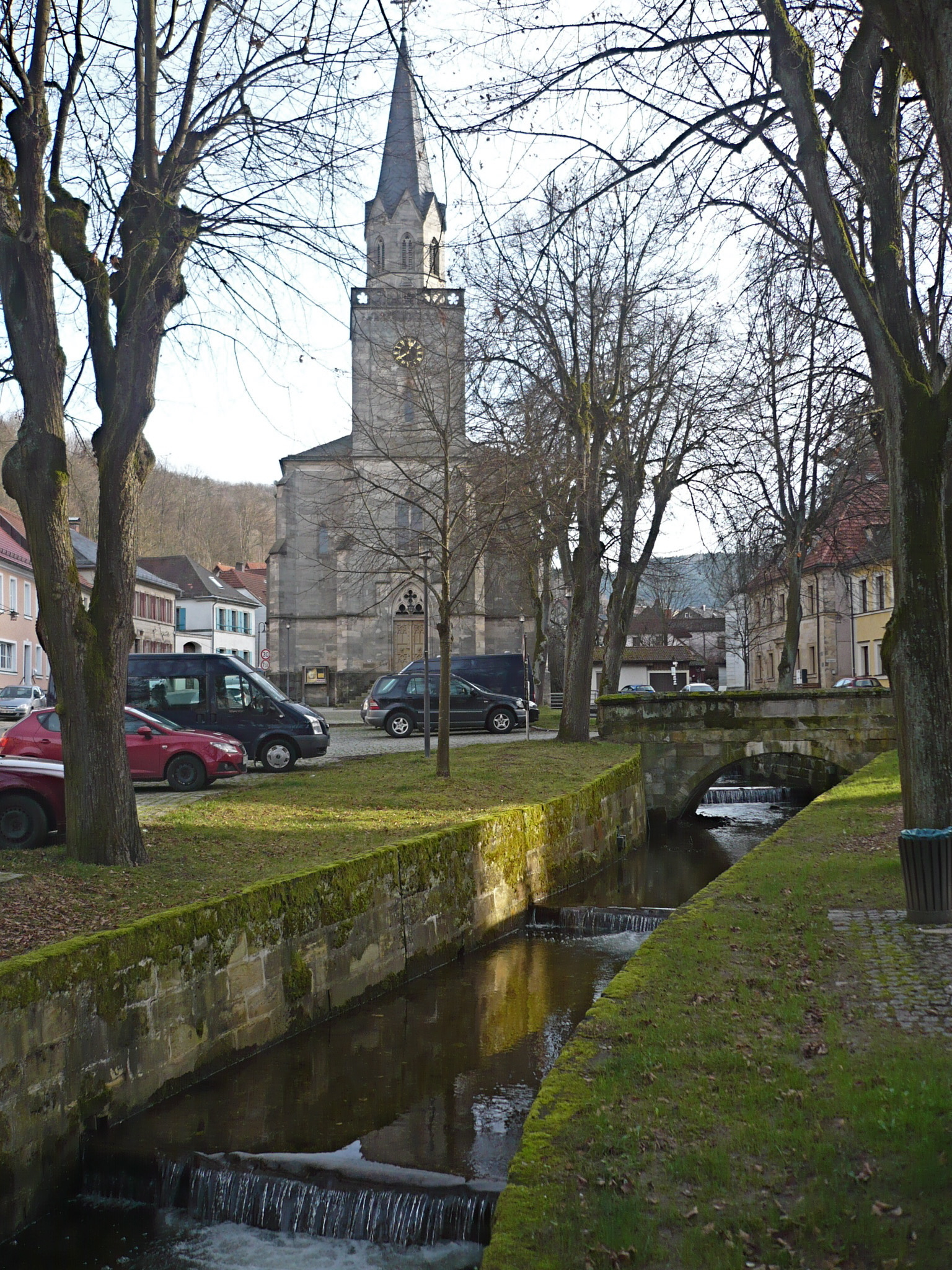
克罗纳赫河图片

克羅納赫河（德語：Kronach），是德國的河流，位於該國東南部，由巴伐利亞負責管轄，屬於白美因河的左支流，河道全長14.3公里，流域面積40.8平方公里，發源自瓦門施泰納赫以西，河口處在希默爾克龍附近。